# Parc Väinölänniemi
Le parc Väinölänniemi (finnois : Väinölänniemi) est un parc du quartier de Väinölänniemi au centre de Kuopio en Finlande.

## Présentation
En plus du stade de Väinölänniemi le parc compte des terrains de volley-ball, de basket-ball et de tennis, deux plages et le casino de Peräniemi.
La direction des musées de Finlande a classé le parc Väinölänniemi et son environnement parmi les sites culturels construits d'intérêt national en Finlande.

## Galerie de photographies

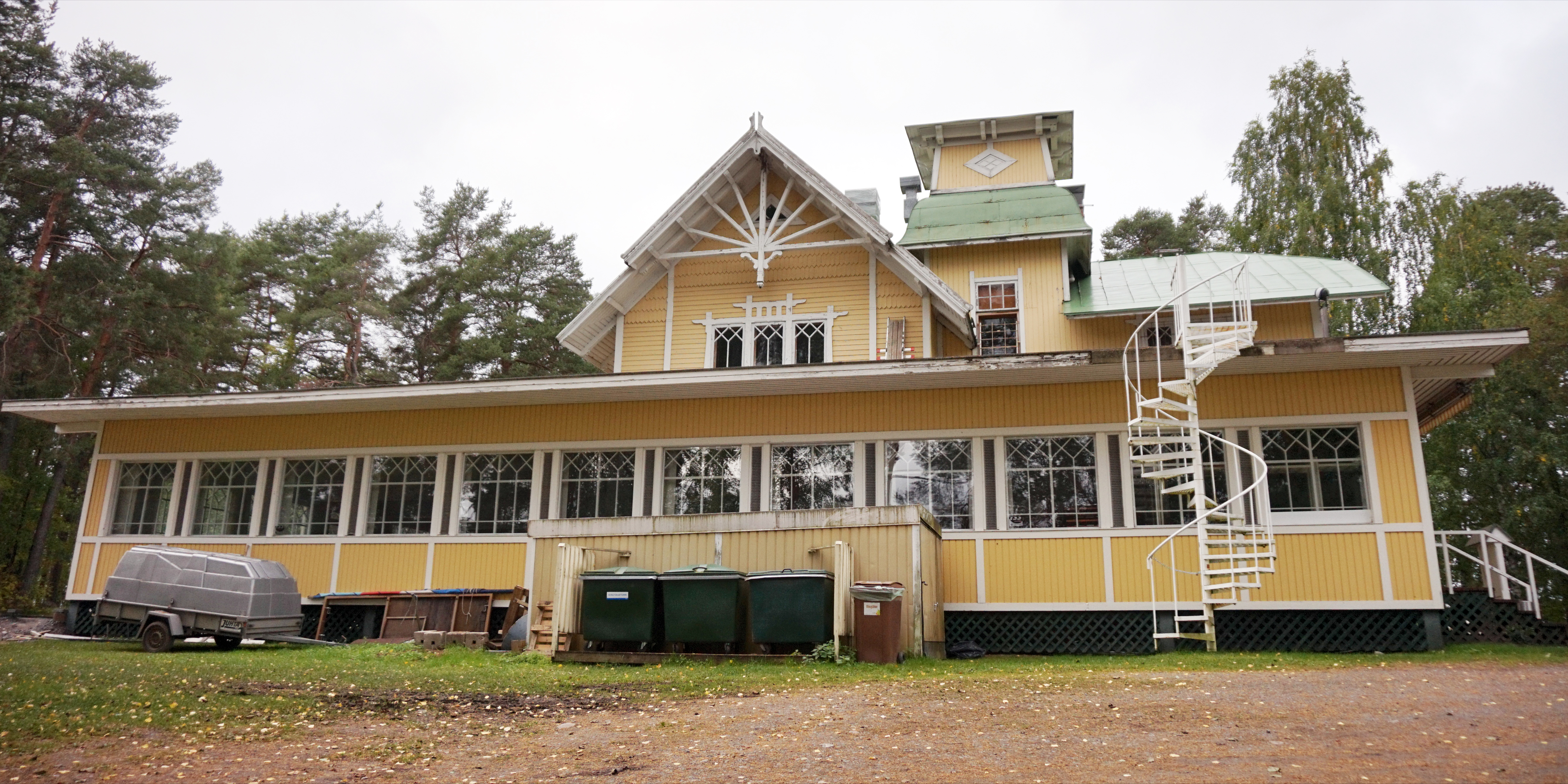
Casino de Peräniemi.
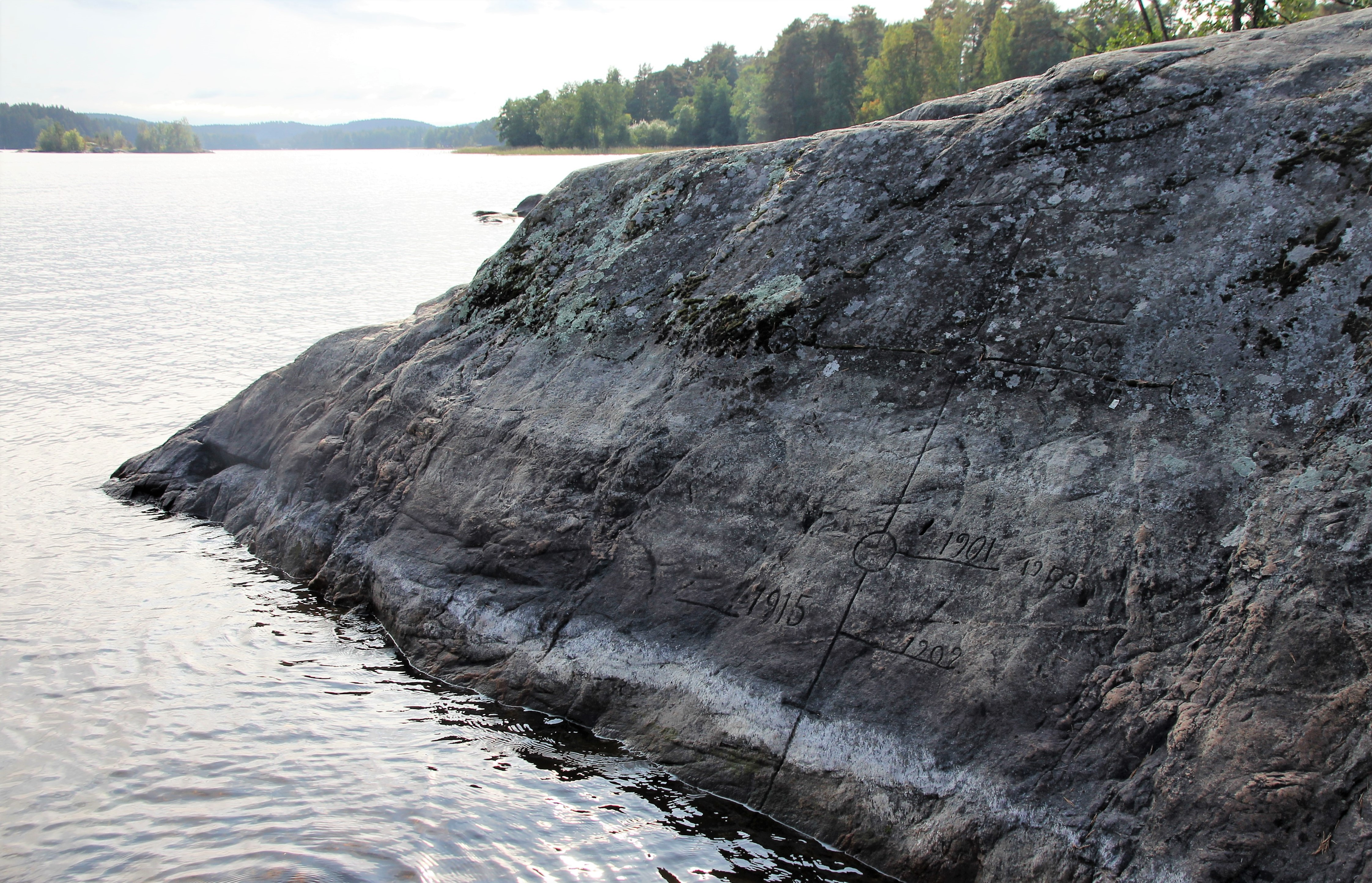
Rive de Väinönänniemi.
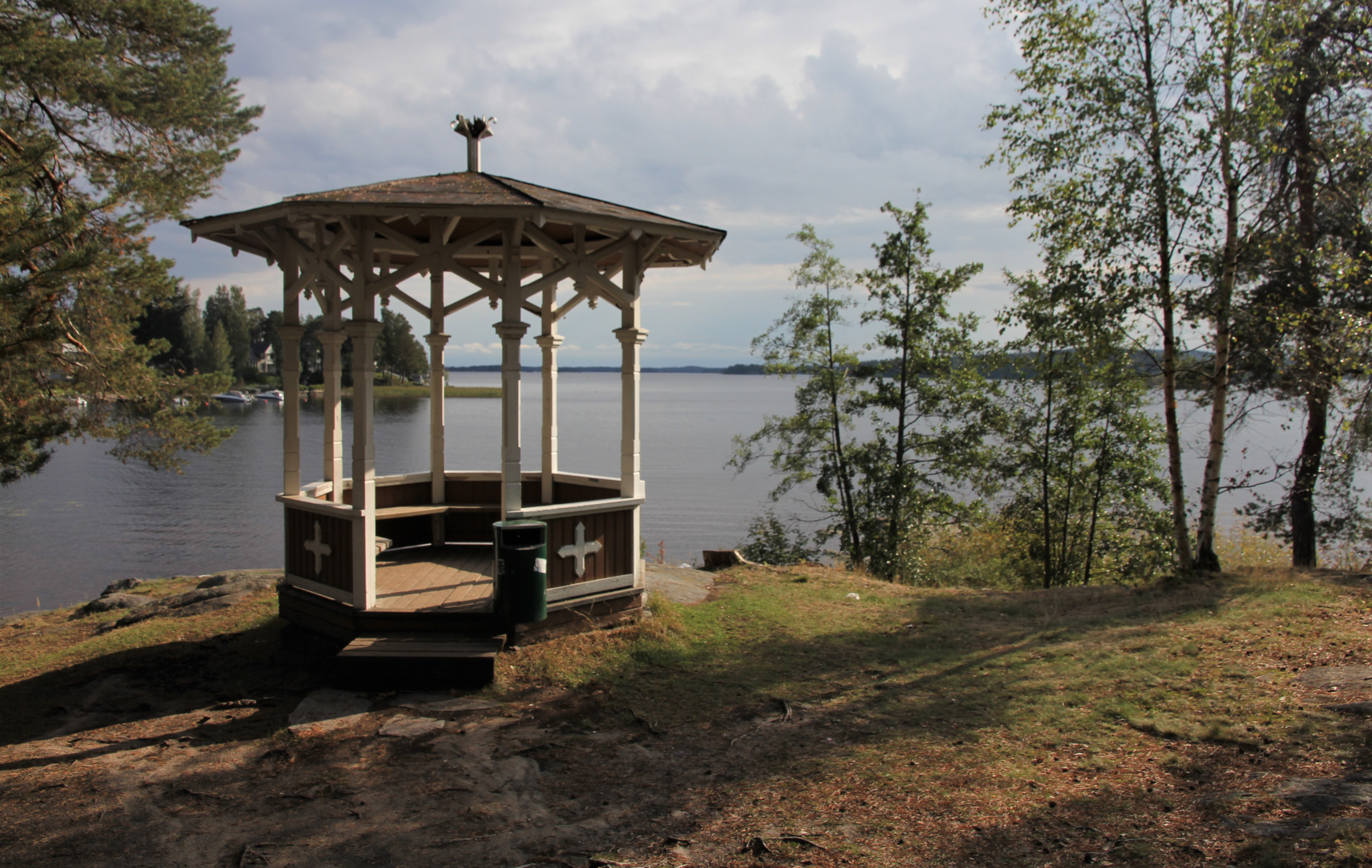
Pavilon de l'association des voyageurs.
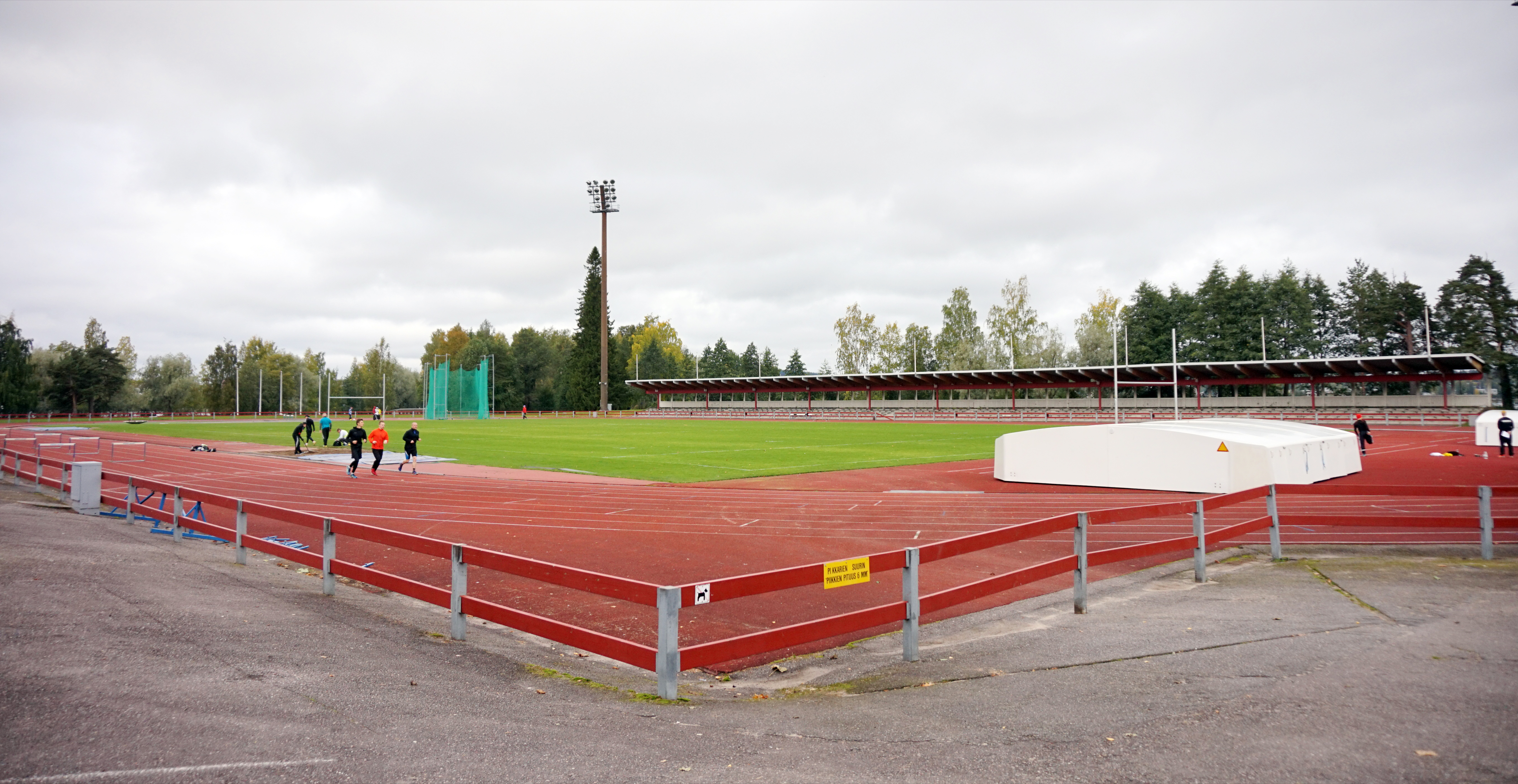
Stade de Väinölänniemi.